# Естай
Естай (каз. Естай) — озеро в Карабалыкском районе Костанайской области Казахстана. Находится в 4 км к востоку от упразднённого села Талды и в 27 км к югу от села Михайловка.
По данным топографической съёмки 1958 года, площадь поверхности озера составляет 1,74 км². Наибольшая длина озера — 1,7 км, наибольшая ширина — 1,5 км. Длина береговой линии составляет 5,4 км, развитие береговой линии — 1,15. Озеро расположено на высоте 218,2 м над уровнем моря.